# Дорошевич, Александр Михайлович
Александр Михайлович Дорошевич (сценический псевдоним Дорошенко; 16 января 1874, Луганск — 26 октября 1950, Москва) — русский советский актёр театра и кино, Народный артист РСФСР (1946), Герой Труда (1932).

## Биография
Сценическую деятельность начал в 1891 году. Играл в малороссийских (украинских) труппах Г. Деркача, М. Л. Кропивницкого, М. П. Старицкого (до 1901), затем в русских провинциальных антрепризах, в том числе в Екатеринбурге (1901−1914).
Некоторое время выступал в Санкт-Петербурге — в «Новом театре» Л. Яворской (1914—1915) и К. Н. Незлобина (1915−1917).
С 1919 года до конца жизни работал в Москве. Был актёром районных театров, в 1920—1922 годах работал в театре Теревсат (Театр революционной сатиры). В 1923—1938 годах работал в Театре Московского губернского совета профессиональных союзов (ныне Театр имени Моссовета).
С 1938 года — в труппе Центрального театра транспорта (позже — Московский драматический театр имени Н. В. Гоголя).
Похоронен на Новодевичьем кладбище.

## Творчество

### Избранные роли в театре
Большим успехом пользовался в бытовых, комедийно-характерных ролях.
Особым успехом пользовались комедийно-характерные роли в исполнении Дорошенко.
- «Шельменко-денщик» Г. Ф. Квитки-Основьяненко — Скворцов, Шельменко
- «Король» С. С. Юшкевича — Гроссман
- «Гаудеамус» Андреева — Онуфрий
- «Джентльмен» А. Сумбатова-Южина — граф Остергаузен
- «Штиль» и «Голос недр» Билль-Белоцерковского — Карапетянц и Лысенко
- «Шельменко-денщик» Г. Ф. Квитки-Основьяненко — Скворцов, Шельменко,
- «Мазепа» по Пушкину — Мазепа
- «Бесталанная» И. Карпенко-Карого — Степан и др.

### Фильмография
С 1923 года снимался в кино:
1. 1923 — Семья Грибушиных — фабрикант Грибушин
2. 1923 — Борьба за «Ультиматум» — Ливен
3. 1932 — Просперити — Дюрих
4. 1938 — Митька Лелюк — пан помещик Бережной Леонид Павлович

Также принимал активное участие в общественной работе, помогал художественной самодеятельности. В числе первых советских актёров был удостоен звания Героя Труда.

## Награды и звания
- Герой Труда (1932).
- Народный артист РСФСР (1946).